# Tapanahony (Fluss)
Der Tapanahony (auch: Tapanahoni) ist der 367 km lange linke Quellfluss des Marowijne (oder Maroni) im Südosten von Suriname im Distrikt Sipaliwini.
Der Tapanahony entspringt im südlichen Eilerts-de-Haan-Gebirge. Nordwärts fließend durchbricht der Oberlauf des Flusses ein bis maximal 700 m hohes Hügel- und Bergland. Hierbei passiert er die Tiriyo (auch: Trio)-Dörfer Alupi 1 und 2. Nach der Aufnahme des Awalapa strömt der Tapanahony in nordöstliche Richtung, entlang des Dorfes Pelelu Tepu, das über eine Landepiste verfügt. Anschließend nimmt er den Nebenfluss Blakawatra (dt.: „schwarzes Wasser“) auf und strömt am Tiriyó-Dorf Alopi vorbei. Hier vereinigt er sich mit dem Palumeu. Hinter dem Dorf Maboga von die Wayana ändert sich die Flussrichtung von Nordost nach Ost. In diesem Teil besitzt er zahlreiche Stromschnellen (in Suriname Sula genannt) und Wasserfälle. Nachdem der Tapanahony sich erneut nach Norden wendet, mit den Dumansingi- und den Grinkasabafällen strömt er bei den Granborifällen in das relativ dicht bewohnte Marron-Gebiet der Ndyuka mit zahlreichen Dörfern. Hier ist der Tapanahony bis zur Mündung in den Marowijne reich an Flussinseln (Sranan: Tabiki) mit Drietabbetje- oder Diitabiki als Zentrum und Residenz des Ndyuka Stammoberhauptes.
Der südliche Bereich des Tapanahony ist lange Zeit unbekannt geblieben. Die seit dem ersten Friedensvertrag der Ndyuka mit der niederländischen Kolonialverwaltung im Jahre 1760 hier frei lebenden Marrons und auch die Wayana und Tiriyo hatten bis weit in das 19. Jahrhundert ihre Mitarbeit bei der Erkundung des Tapanahony – und damit ihrer Wohngebiete verweigert.